# Kittern Hill

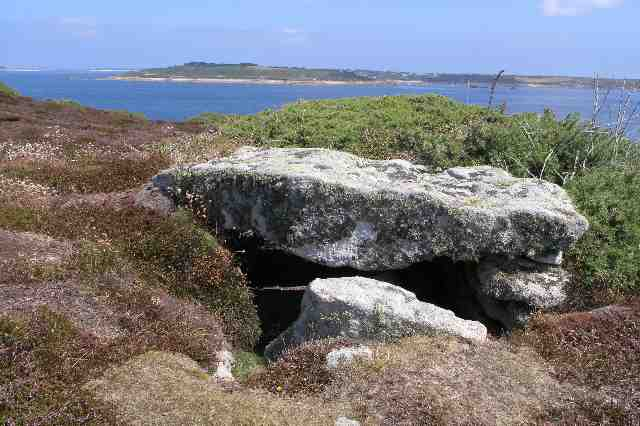
Kittern Hill

Das Entrance Grave (deutsch Eingangsgrab) von Kittern Hill liegt auf dem mit 34 m höchsten Hügel der Scilly-Insel Gugh in Cornwall in England.
Es gibt drei Eingangsgräber auf diesem Hügel. Kittern Hill an der Nordwestspitze der Insel ist das besterhaltene. Es verfügt über die übliche rechteckige Kammer und hat fünf Decksteine (einer ist verstürzt).
Über 80 Eingangsgräber auf den Scilly-Inseln unterscheiden sich meist nur im Erhaltungszustand. Die meisten stammen aus dem späten Neolithikum (etwa 2500 v. Chr.) aber ihr Bau und ihre Nutzung wurden bis etwa 700 v. Chr. fortgesetzt. Sie sind aus Stein errichtet und liegen in steingefassten Rundhügeln. Die Eingänge liegen in verschiedenen Richtungen, aber die Mehrheit weist nach Osten.